# Arbora & Ausonia
Arbora & Ausonia é uma empresa que se dedica ao fabrico e à comercialização de produtos absorventes nos mercados de higiene infantil e familiar, higiene feminina e de incontinência de adultos.

## História
Arbora Holding (empresa fundada em 1968) e Ausonia (constituída em 1977) fundiram-se em 1998, dando lugar a uma empresa no mercado ibérico no setor do cuidado e higiene pessoal. Atualmente, Arbora & Ausonia é participada em 50% pela Procter & Gamble (P&G), companhia multinacional de produtos de consumo, e em 50% pelo grupo Agrolimen, holding nacional de projeção internacional, líder no setor da alimentação.
A atividade da Arbora & Ausonia é desenvolvida em Espanha e Portugal, com escritórios em Barcelona (sede dos escritórios centrais) e em Oeiras (Lisboa). Atualmente, tem cerca de 1300 empregados repartidos entre os seus escritórios e as suas unidades fabris. A fábrica da Arbora & Ausonia em Jijona é a indústria com maior número de funcionários em toda a província de Alicante, já que emprega 500 pessoas. Também ampliou consideravelmente a sua superfície, ao passar dos 2600 metros quadrados de há trinta anos para os atuais 59.500 metros quadrados. Arbora & Ausonia, 50% propriedade da família Carulla (Grupo Agroalimen) e 50% da multinacional Procter & Gamble, possui mais duas fábricas em Mequinenza (Saragoça) e Montornés del Vallés (Barcelona).

## Marcas e produtos
- Fraldas infantis e toalhitas Dodot, Kandoo e Charmin
- Pensos higiénicos e protetores Evax e Ausonia
- Tampões Tampax
- Produtos para a incontinência Ausonia Evolution, Lindor e Salvacamas

## Responsabilidade Social Corporativa
Através das suas marcas, Arbora & Ausonia divulga informação útil para a sociedade relacionada com a saúde nas diferentes etapas da vida das pessoas, colaborando com especialistas e profissionais de diferentes áreas, levando a cabo projetos como "A adolescência e tu" junto do Grupo de Ginecologia da Infância e Adolescência, constituído no âmbito da Sociedade Espanhola de Ginecologia e Obstetrícia (SEGO), sociedade junto da qual se desenvolveu o Observatório de Saúde Íntima da Mulher.

## Outros acordos e campanhas
- Acordo de colaboração da Dodot com a Unicef[2]
- Campanha contra o cancro da mama da Ausonia e da Associação Espanhola Contra o Cancro (AECC)
- Convénio de colaboração com a Cruz Vermelha